# Порт Орфърд (град, Орегон)
Порт Орфърд (на английски: Port Orford) е град в окръг Къри, щата Орегон, САЩ. Порт Орфърд е с население от 1153 жители (2000) и обща площ от 4,2 km². Намира се на 18 m надморска височина. ЗИП кодът му е 97465, а телефонният му код е 541.